# 獅子座ξ
獅子座ξ，又名BD+11 2053，HD 82395、SAO 98627、HR 3782，是獅子座的一颗恒星，视星等为4.97，位于銀經221.56，銀緯40.68，其B1900.0坐标为赤經9h 26m 33.3s，赤緯+11° 40.68′ 34″。